# Ischyrosyrphus transifasciatus
Ischyrosyrphus transifasciatus är en tvåvingeart som beskrevs av Huo, Ren och Zheng 2007. Ischyrosyrphus transifasciatus ingår i släktet Ischyrosyrphus och familjen blomflugor. Inga underarter finns listade i Catalogue of Life.